# Cambarellus prolixus
Cambarellus prolixus е вид ракообразно от семейство Cambaridae. Видът е критично застрашен от изчезване.

## Разпространение и местообитание
Разпространен е в Мексико (Халиско).
Обитава сладководни басейни и морета.